# Clemente Mastella

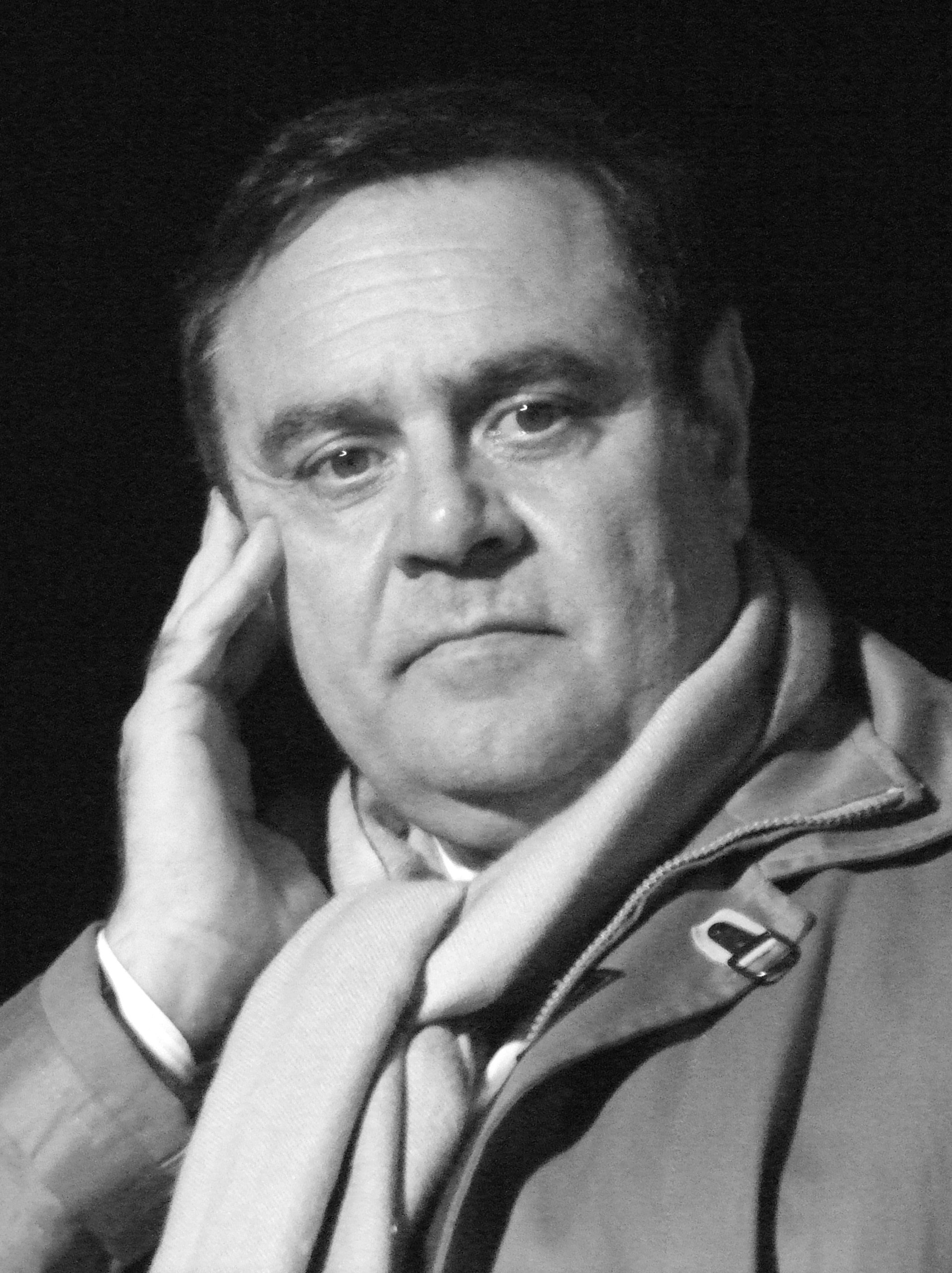
Clemente Mastella (2005)

Mario Clemente Mastella (* 5. Februar 1947 in Ceppaloni, Provinz Benevento) ist ein italienischer Politiker (DC, CCD, UDR, UDEUR, FI, Noi Campani). Von 1999 bis 2013 führte er die Partei Popolari – Unione Democratici per l’Europa (UDEUR). Er war von 1994 bis 1995 Arbeitsminister in der ersten Regierung von Silvio Berlusconi sowie von 2006 bis 2008 Justizminister in der zweiten Regierung Prodi und zugleich Senator. 1999–2004 und 2009–14 war er Mitglied des Europäischen Parlaments. Seit 2016 ist er Bürgermeister der Stadt Benevento in Kampanien.

## Leben

### Politische Karriere bis 2005

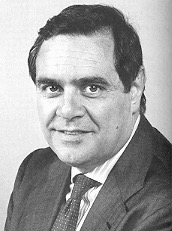
Mastella im Jahr 1994

Nach dem Geschichts- und Philosophiestudium arbeitete Mastella zunächst als Journalist bei der RAI-Redaktion in Neapel. Seit seiner Jugend Mitglied der Katholischen Aktion und der Democrazia Cristiana (DC) wurde er 1976 erstmals als Abgeordneter des Wahlkreises Benevento in die italienische Abgeordnetenkammer (Camera dei deputati) gewählt, der er während acht Legislaturperioden bis 2006 angehörte. Zusätzlich war er von 1986 bis 1992 Bürgermeister seiner Heimatgemeinde Ceppaloni. Von 1993 bis 1994 war Mastella Vizepräsident der Abgeordnetenkammer.
1994 gehörte er nach Auflösung der DC zu den Mitbegründern der Nachfolgepartei Centro Cristiano Democratico (CCD), deren Führung er sich mit Pier Ferdinando Casini teilte. Als Teil des Mitte-rechts-Bündnisses Polo delle Libertà/Polo del Buon Governo um Silvio Berlusconi trat das CCD nach dem Wahlsieg 1994 in die Regierung ein und Mastella war vom 10. Mai 1994 bis zum Zerbrechen der Koalition am 17. Januar 1995 Arbeitsminister.
Nach einem Aufruf des ehemaligen Staatspräsidenten Francesco Cossiga zur Bildung einer starken politischen Mitte – als Alternative zu den beiden rivalisierenden Lagern – gründete Mastella im März 1998 die Cristiano Democratici per la Repubblica (CDR), die drei Monate später in Cossigas Unione Democratica per la Repubblica (UDR) aufgingen. Mastella war Sekretär der UDR, die jedoch bereits im Februar 1999 wieder zerbrach, woraufhin er im Mai 1999 die Unione Democratici per l’Europa (UDEUR; später Popolari UDEUR) gründete. Bereits bei der Europawahl im Juni 1999 errang die neue Partei ein Mandat. Mastella gehörte anschließend bis 2004 dem Europäischen Parlament an, wo er in der christdemokratischen Fraktion EVP-ED saß. Auf nationaler Ebene unterstützte die christdemokratische Splitterpartei unter Mastellas Führung trotz ihrer zentristischen Ausrichtung die Mitte-links-Regierung von Massimo D’Alema. 
Von 2003 bis 2008 war er erneut Bürgermeister von Ceppaloni. Die UDEUR schloss sich 2005 dem Mitte-links-Wahlbündnis L’Unione an. Im Oktober 2005 trat Mastella bei den Vorwahlen (primarie) um die Spitzenkandidatur der Unione für das Amt des italienischen Ministerpräsidenten an, unterlag mit 4,6 % der Stimmen jedoch klar seinem Mitbewerber Romano Prodi.

### Justizminister, Korruptionsskandal und Regierungskrise (2006–08)
Im April 2006 wurde Mastella in den Italienischen Senat gewählt und trat am 17. Mai 2006 als Justizminister in Prodis neue Regierungskoalition ein. In letzterer Funktion war er vor allem für die Verabschiedung eines höchst umstrittenen Amnestiegesetzes verantwortlich, durch das ca. 15.000 Inhaftierte – zumeist Kleinkriminelle, aber auch viele wegen Mafiadelikten Verurteilte – aus den Gefängnissen entlassen wurden.
Zusammen mit Salvatore Cuffaro, dem Präsidenten der sizilianischen Regionalregierung, war Mastella in einen Skandal verwickelt, als ihre engen Beziehungen zu Francesco Campanella, einem abtrünnigen Mafiamitglied, bekannt wurden. Cuffaro und Mastella waren im Jahr 2000 Trauzeugen bei Campanellas Hochzeit gewesen. Dieser hatte dem Mafiaboss Bernardo Provenzano zur heimlichen Flucht nach Frankreich verholfen.
Seit Oktober 2007 ermittelte die Staatsanwaltschaft Catanzaro gegen Mastella wie auch gegen andere Politiker wegen Amtsmissbrauchs, Korruption und Unterschlagung in der so genannten Why not - Affäre (nach dem Namen einer Arbeitsvermittlungsagentur, die zu einer kriminellen Vereinigung gehören soll). Schon im September 2007 hatte Mastella die Versetzung des zuständigen Ermittlers Luigi De Magistris beantragt.
Nachdem am 16. Januar 2008 die offensichtliche Verwicklung weiterer süditalienischer Lokalpolitiker, vor allem von Mitgliedern der UDEUR und auch von Mastellas Frau Sandra Lonardo, in den Skandal bekannt wurde, reichte Mastella noch am selben Tag seinen Rücktritt ein und schied am 17. Januar mit seiner Partei aus der Regierung Prodi aus. Zwar sicherte die UDEUR der Regierung anfangs ihre weitere parlamentarische Unterstützung zu, doch als sie eine Bewahrung Mastellas vor den Ermittlungen nicht durchsetzen konnte, entzog sie ihr endgültig das Vertrauen und löste dadurch eine Regierungskrise aus. Zur vorgezogenen Parlamentswahl 2008 kündigte Mastella zunächst ein Bündnis seiner UDEUR mit Berlusconis Popolo della Libertà (PdL) an, entschied sich aber schließlich, gar nicht zu kandidieren. Nach neun Legislaturperioden (32 Jahren) schied er somit aus dem Parlament aus. 

### Europaparlamentarier und Bürgermeister von Benevento
Bei der Europawahl 2009 wurde er auf der Liste der PdL in Süditalien ins Europäische Parlament gewählt. Zur Kommunalwahl in Neapel 2011 bewarb er sich um das Bürgermeisteramt, erhielt aber nur 2,2 % der Stimmen. Im November 2013 trat Mastella der wiedergegründeten Partei Forza Italia Berlusconis bei. Bei der Europawahl 2014 erhielt er rund 50.000 Vorzugsstimmen, was jedoch für eine Wiederwahl zu wenig war. Als Kandidat des Mitte-rechts-Lagers wurde er 2016 zum Bürgermeister der Provinzhauptstadt Benevento gewählt.